# 田园音乐会
《田园音乐会》（法语：Le Concert Champêtre）是意大利文艺复兴艺术大师提香 的一幅布面油画 ，绘制于1509-1510年。 这幅画曾被认为是同时代的威尼斯同乡乔尔乔内 的作品，现藏于巴黎的卢浮宫。 